# Categoría Primera A

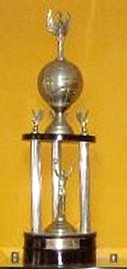
De Dimayor Trophy

De Categoría Primera A (Liga Betplay Dimayor), ook wel Fútbol Profesional Colombiano genoemd, is de hoogste voetbalcompetitie in het Zuid-Amerikaanse land Colombia. De competitie is opgericht in 1948 door de División Mayor del Fútbol Colombiano (DIMAYOR), en telt achttien deelnemende clubteams. De competitie staat ook wel bekend onder alternatieve sponsornamen zoals Copa Mustang (1990-2009), Liga Postobón (2010-2014), Liga Águila (2015-2019) en Liga BetPlay Dimayor (2020-).

## Geschiedenis
In 1948 werd de eerste editie van de profcompetitie van Colombia georganiseerd. Aan de competitie deden tien teams mee en Independiente Santa Fe was de eerste club die zich landskampioen van Colombia mocht noemen. In de daaropvolgende jaren begon een periode die wel El Dorado (de gouden periode) wordt genoemd. De Argentijnse competitie had te maken met een staking en vele grote namen, onder wie Alfredo Di Stéfano en Adolfo Pedernera, kwamen in Colombia voetballen.
In de daaropvolgende jaren werd het aantal deelnemers aan de competitie langzaamaan uitgebreid tot veertien in 1966. Tot 1967 werd de competitie naar Europees model gespeeld met een gewone competitie, waarvan de club die bovenaan eindigde kampioen werd. Vanaf 1968 werd, zoals in wel meer Zuid-Amerikaanse landen gebruikelijk is, de competitie in twee gesplitst (Apertura en Finalización), en daarna een eindronde. Pas in 1988 werd het aantal clubs weer uitgebreid, naar vijftien.
De competitie kende een dieptepunt in 1989. Na een wedstrijd tussen Independiente Medellín en América de Cali werd de dienstdoende scheidsrechter Álvaro Ortega doodgeschoten door het drugskartel van Medellín. De competitie werd daarop stilgelegd en afgebroken, met als gevolg dat er geen kampioensbeker werd uitgereikt.
In 1991 werd besloten tot de invoering van een tweede divisie, de Categoría Primera B, waardoor het mogelijk werd om te promoveren en degraderen. Ook werd het aantal deelnemende teams uitgebreid tot zestien. In 2002 werd het aantal deelnemende teams opnieuw uitgebreid tot het van achttien. Daarnaast werd er besloten om de competitie in tweeën te delen waardoor er sindsdien twee kampioenen per jaar zijn. Ook de competitieopzet werd veranderd. In 2015 is het aantal teams gestegen tot de huidige twintig teams.

## Competitie
Aan de Categoría Primera A doen twintig teams mee. Sinds 2002 worden per jaar twee competities afgewerkt: de Apertura (opening) en de Finalización (sluiting). De Apertura wordt gespeeld van februari tot juni, de Finalisatie van juli tot december. Zowel de Apertura als de Finalización kent drie fases: de competitiefase, de groepsfase of play-offs en een finale tussen de twee beste ploegen van het semester. Sinds 2011 wordt op sommige toernooien - om programmeringsredenen - een knock-outronde gespeeld in plaats van de groepsfase met de acht gekwalificeerde ploegen uit de reguliere fase. De acht teams spelen knock-out rondes en de overgebleven twee spelen de grote finale.

### De competitiefase
Tijdens de competitiefase worden per team twintig wedstrijden gespeeld; iedereen speelt één keer tegen elkaar. De punten gelden op de normale manier; drie voor een overwinning, een voor gelijkspel, nul voor verlies. De acht hoogst gerangschikte ploegen aan het einde van de competitie gaan door naar de groepsfase of play-offs.

### De groepsfase
De acht beste teams uit de competitie worden verdeeld in twee groepen van vier. Binnen deze groepen wordt twee keer tegen elkaar gespeeld. De clubs die in elke groep als eerste eindigen, gaan door naar de finale van het semester.

### De grote finale
Er worden twee wedstrijden gespeeld tussen de twee nummers één uit de groepsfase. De winnaar van deze wedstrijden zal tot kampioen worden gekroond.

### Controversie
De Categoría Primera A is sinds 2002 verdeeld in twee toernooien met groepsfasen in elk toernooi. Vroeger werd het jaarlijks gespeeld, met een reguliere fase - eenmaal uit en eenmaal thuis - en één eindfase waarin de club die aan het eind bovenaan stond de winnaar was. Enkele bekende Colombiaanse trainers hebben reeds kritiek geuit op deze manier van competitie voeren. Het belangrijkste punt is dat zelfs als een team in de competitiefase bovenaan eindigt, het vervolgens in de groepsfase wordt uitgeschakeld.

## Overzicht
| Seizoen         | Seizoen         | Kampioen | Runner-up | Topscorer(s) | Club(s) | Goals |
| --------------- | --------------- | --- | --- | --- | --- | --- |
| 1948 details    | 1948 details    | Independiente Santa Fe (1) | Atlético Junior | Alfredo Castillo | Millonarios | 31 |
| 1949 details    | 1949 details    | Millonarios (1) | Deportivo Cali | Pedro Cabillón | Millonarios | 42 |
| 1950 details    | 1950 details    | Once Caldas (1) | Millonarios | Casimiro Ávalos | Deportivo Pereira | 27 |
| 1951 details    | 1951 details    | Millonarios (2) | Boca Juniors de Cali | Alfredo Di Stéfano | Millonarios | 31 |
| 1952 details    | 1952 details    | Millonarios (3) | Boca Juniors de Cali | Alfredo Di Stéfano | Millonarios | 19 |
| 1953 details    | 1953 details    | Millonarios (4) | Deportes Quindío | Mario Garelli | Deportes Quindío | 20 |
| 1954 details    | 1954 details    | Atlético Nacional (1) | Deportes Quindío | Carlos Alberto Gambina | Atlético Nacional | 21 |
| 1955 details    | 1955 details    | Independiente Medellín (1) | Atlético Nacional | Felipe Marino | Independiente Medellín | 22 |
| 1956 details    | 1956 details    | Deportes Quindío (1) | Millonarios | Jaime Gutiérrez | Deportes Quindío | 21 |
| 1957 details    | 1957 details    | Independiente Medellín (2) | Deportes Tolima | José Vicente Grecco | Independiente Medellín | 30 |
| 1958 details    | 1958 details    | Independiente Santa Fe (2) | Millonarios | José Américo Montanini | Atlético Bucaramanga | 36 |
| 1959 details    | 1959 details    | Millonarios (5) | Independiente Medellín | Felipe Marino | Cúcuta Deportivo-Ind. Medellín | 35 |
| 1960 details    | 1960 details    | Independiente Santa Fe (3) | América de Cali | Walter Marcolini | Deportivo Cali | 30 |
| 1961 details    | 1961 details    | Millonarios (6) | Independiente Medellín | Alberto Perazzo | Independiente Santa Fe | 32 |
| 1962 details    | 1962 details    | Millonarios (7) | Deportivo Cali | José Omar Verdún | Cúcuta Deportivo | 36 |
| 1963 details    | 1963 details    | Millonarios (8) | Independiente Santa Fe | Omar Lorenzo Devanni José Omar Verdún | Atlético Bucaramanga Cúcuta Deportivo | 36 |
| 1964 details    | 1964 details    | Millonarios (9) | Cúcuta Deportivo | Omar Lorenzo Devanni | Unión Magdalena-Atlético Bucaramanga | 28 |
| 1965 details    | 1965 details    | Deportivo Cali (1) | Atlético Nacional | Perfecto Rodríguez | Independiente Medellín | 38 |
| 1966 details    | 1966 details    | Independiente Santa Fe (4) | Independiente Medellín | Omar Lorenzo Devanni | Independiente Santa Fe | 31 |
| 1967 details    | 1967 details    | Deportivo Cali (2) | Millonarios | José María Ferrero | Millonarios | 38 |
| 1968 details    | 1968 details    | Unión Magdalena (1) | Deportivo Cali | José María Ferrero | Millonarios | 32 |
| 1969 details    | 1969 details    | Deportivo Cali (3) | América de Cali | Hugo Horacio Lóndero | América de Cali | 25 |
| 1970 details    | 1970 details    | Deportivo Cali (4) | Atlético Junior | José María Ferrero Walter Sossa | Cúcuta Deportivo Independiente Santa Fe | 27 |
| 1971 details    | 1971 details    | Independiente Santa Fe (5) | Atlético Nacional | Hugo Horacio Lóndero Apolinar Paniagua | Cúcuta Deportivo Deportivo Pereira | 30 |
| 1972 details    | 1972 details    | Millonarios (10) | Deportivo Cali | Hugo Horacio Lóndero | Cúcuta Deportivo | 27 |
| 1973 details    | 1973 details    | Atlético Nacional (2) | Millonarios | Nelson Silva Pacheco | Cúcuta Deportivo-Junior | 36 |
| 1974 details    | 1974 details    | Deportivo Cali (5) | Atlético Nacional | Víctor Ephanor | Atlético Junior | 33 |
| 1975 details    | 1975 details    | Independiente Santa Fe (6) | Millonarios | Jorge Ramón Cáceres | Deportivo Pereira | 35 |
| 1976 details    | 1976 details    | Atlético Nacional (3) | Deportivo Cali | Miguel Angel Converti | Millonarios | 33 |
| 1977 details    | 1977 details    | Atlético Junior (1) | Deportivo Cali | Oswaldo Palavecino | Atlético Nacional | 33 |
| 1978 details    | 1978 details    | Millonarios (11) | Deportivo Cali | Oswaldo Palavecino | Atlético Nacional | 36 |
| 1979 details    | 1979 details    | América de Cali (1) | Independiente Santa Fe | Juan José Irigoyén | Millonarios | 36 |
| 1980 details    | 1980 details    | Atlético Junior (2) | Deportivo Cali | Sergio Cierra | Deportivo Pereira | 26 |
| 1981 details    | 1981 details    | Atlético Nacional (4) | Deportes Tolima | Víctor Hugo del Río | Deportes Tolima | 29 |
| 1982 details    | 1982 details    | América de Cali (2) | Deportes Tolima | Miguel Oswaldo González | Atlético Bucaramanga | 27 |
| 1983 details    | 1983 details    | América de Cali (3) | Atlético Junior | Hugo Gottardi | Independiente Santa Fe | 29 |
| 1984 details    | 1984 details    | América de Cali (4) | Millonarios | Hugo Gottardi | Independiente Santa Fe | 23 |
| 1985 details    | 1985 details    | América de Cali (5) | Deportivo Cali | Miguel Oswaldo González | Atlético Bucaramanga | 34 |
| 1986 details    | 1986 details    | América de Cali (6) | Deportivo Cali | Héctor Ramón Sossa | Independiente Medellín | 23 |
| 1987 details    | 1987 details    | Millonarios (12) | América de Cali | Jorge Aravena | Deportivo Cali | 23 |
| 1988 details    | 1988 details    | Millonarios (13) | Atlético Nacional | Sergio Angulo | Independiente Santa Fe | 29 |
| 1989 details    | 1989 details    | style="text-align: center;" \| Kampioenschap afgelast na 318 wedstrijden wegens de moord op scheidsrechter Álvaro Ortega op 1 oktober 1989 in Medellín | style="text-align: center;" \| Kampioenschap afgelast na 318 wedstrijden wegens de moord op scheidsrechter Álvaro Ortega op 1 oktober 1989 in Medellín | style="text-align: center;" \| Kampioenschap afgelast na 318 wedstrijden wegens de moord op scheidsrechter Álvaro Ortega op 1 oktober 1989 in Medellín | style="text-align: center;" \| Kampioenschap afgelast na 318 wedstrijden wegens de moord op scheidsrechter Álvaro Ortega op 1 oktober 1989 in Medellín | style="text-align: center;" \| Kampioenschap afgelast na 318 wedstrijden wegens de moord op scheidsrechter Álvaro Ortega op 1 oktober 1989 in Medellín |
| 1990 details    | 1990 details    | América de Cali (7) | Atlético Nacional | Antony de Ávila | América de Cali | 25 |
| 1991 details    | 1991 details    | Atlético Nacional (5) | América de Cali | Iván Valenciano | Atlético Junior | 30 |
| 1992 details    | 1992 details    | América de Cali (8) | Deportivo Cali | John Jairo Tréllez | Atlético Nacional | 25 |
| 1993 details    | 1993 details    | Atlético Junior (3) | Independiente Medellín | Miguel Guerrero | Atlético Junior | 34 |
| 1994 details    | 1994 details    | Atlético Nacional (6) | Independiente Medellín | Rubén Darío Hernández | Ind. Medellín-Dep. Pereira-América de Cali | 32 |
| 1995 details    | 1995 details    | Atlético Junior (4) | América de Cali | Iván Valenciano | Atlético Junior | 24 |
| 1995–96 details | 1995–96 details | Deportivo Cali (6) | Millonarios | Iván Valenciano | Atlético Junior | 36 |
| 1996–97 details | 1996–97 details | América de Cali (9) | Atlético Bucaramanga | Hamilton Ricard | Deportivo Cali | 36 |
| 1998 details    | 1998 details    | Deportivo Cali (7) | Once Caldas | Víctor Bonilla | Deportivo Cali | 37 |
| 1999 details    | 1999 details    | Atlético Nacional (7) | América de Cali | Sergio Galván Rey | Once Caldas | 26 |
| 2000 details    | 2000 details    | América de Cali (10) | Atlético Junior | Carlos Alberto Castro | Millonarios | 24 |
| 2001 details    | 2001 details    | América de Cali (11) | Independiente Medellín | Carlos Alberto Castro Jorge Horacio Serna | Millonarios Independiente Medellín | 29 |
| 2002 details    | A               | América de Cali (12) | Atlético Nacional | Luis Fernando Zuleta | Unión Magdalena | 13 |
| 2002 details    | F               | Independiente Medellín (3) | Deportivo Pasto | Orlando Ballesteros Milton Rodríguez | Atlético Bucaramanga Deportivo Pereira | 13 |
| 2003 details    | A               | Once Caldas (2) | Atlético Junior | Arnulfo Valentierra | Once Caldas | 13 |
| 2003 details    | F               | Deportes Tolima (1) | Deportivo Cali | Léider Preciado | Deportivo Cali | 17 |
| 2004 details    | A               | Independiente Medellín (4) | Atlético Nacional | Sergio Herrera | América de Cali | 13 |
| 2004 details    | F               | Atlético Junior (5) | Atlético Nacional | Leonardo Fabio Moreno Léider Preciado | América de Cali Independiente Santa Fe | 15 |
| 2005 details    | A               | Atlético Nacional (8) | Independiente Santa Fe | Víctor Aristizábal | Atlético Nacional | 16 |
| 2005 details    | F               | Deportivo Cali (8) | Real Cartagena | Jámerson Rentería Hugo Rodallega | Real Cartagena Deportivo Cali | 12 |
| 2006 details    | A               | Deportivo Pasto (1) | Deportivo Cali | Jorge Moreno | Cúcuta Deportivo | 15 |
| 2006 details    | F               | Cúcuta Deportivo (1) | Deportes Tolima | Diego Álvarez Jhon Charría | Independiente Medellín Deportes Tolima | 11 |
| 2007 details    | A               | Atlético Nacional (9) | Atlético Huila | Fredy Montero Sergio Galván Rey | Atlético Huila Atlético Nacional | 13 |
| 2007 details    | F               | Atlético Nacional (10) | La Equidad | Dayro Moreno | Once Caldas | 16 |
| 2008 details    | A               | Boyacá Chicó (1) | América de Cali | Miguel Caneo Iván Velásquez | Boyacá Chicó Deportes Quindío | 13 |
| 2008 details    | F               | América de Cali (13) | Independiente Medellín | Fredy Montero | Deportivo Cali | 16 |
| 2009 details    | A               | Once Caldas (3) | Atlético Junior | Teófilo Gutiérrez | Atlético Junior | 16 |
| 2009 details    | F               | Independiente Medellín (5) | Atlético Huila | Jackson Martínez | Independiente Medellín | 18 |
| 2010 details    | A               | Atlético Junior (6) | La Equidad | Carlos Bacca Carlos Rentería | Atlético Junior La Equidad | 12 |
| 2010 details    | F               | Once Caldas (4) | Deportes Tolima | Wilder Medina | Deportes Tolima | 17 |
| 2011 details    | A               | Atlético Nacional (11) | La Equidad | Carlos Rentería | Atlético Nacional | 12 |
| 2011 details    | F               | Atlético Junior (7) | Once Caldas | Carlos Bacca | Atlético Junior | 12 |
| 2012 details    | A               | Independiente Santa Fe (7) | Deportivo Pasto | Robin Ramírez | Deportes Tolima | 13 |
| 2012 details    | F               | Millonarios (14) | Independiente Medellín | Henry Hernández Carmelo Valencia | Cúcuta Deportivo La Equidad | 9 |
| 2013 details    | A               | Atlético Nacional (12) | Independiente Santa Fe | Wilder Medina | Independiente Santa Fe | 12 |
| 2013 details    | F               | Atlético Nacional (13) | Deportivo Cali | Dayro Moreno Luis Carlos Ruiz | Millonarios Atlético Junior | 16 |
| 2014 details    | A               | Atlético Nacional (14) | Atlético Junior | Dayro Moreno | Millonarios | 12 |
| 2014 details    | F               | Independiente Santa Fe (8) | Independiente Medellín | Germán Cano | Independiente Medellín | 16 |
| 2015 details    | A               | Deportivo Cali (9) | Independiente Medellín | Fernando Uribe | Millonarios | 15 |
| 2015 details    | F               | Atlético Nacional (15) | Atlético Junior | Jefferson Duque | Atlético Nacional | 15 |
| 2016 details    | A               | Independiente Medellín (6) | Atlético Junior | Miguel Borja | Cortuluá | 19 |
| 2016 details    | F               | Independiente Santa Fe (9) | Deportes Tolima | Ayron del Valle | Millonarios | 12 |
| 2017 details    | A               | Atlético Nacional (16) | Deportivo Cali | Dayro Moreno | Atlético Nacional | 14 |
| 2017 details    | F               | Millonarios (15) | Independiente Santa Fe | Yimmi Chará | Atlético Junior | 11 |
| 2018 details    | A               | Deportes Tolima (2) | Atlético Nacional | Germán Cano | Independiente Medellín | 12 |
| 2018 details    | F               | Atlético Junior (8) | Independiente Medellín | Germán Cano | Independiente Medellín | 20 |
| 2019 details    | A               | Atlético Junior (9) | Deportivo Pasto | Germán Cano | Independiente Medellín | 21 |
| 2019 details    | F               | América de Cali (14) | Atlético Junior | Germán Cano Michael Rangel | Independiente Medellín América de Cali | 13 |
| 2020 details    | 2020 details    | América de Cali (15) | Independiente Santa Fe | Miguel Borja | Atlético Junior | 14 |
| 2021 details    | A               | Deportes Tolima (3) | Millonarios | Jefferson Duque Fernando Uribe Diego Herazo | Atlético Nacional Millonarios La Equidad | 11 |
| 2021 details    | F               | Deportivo Cali (10) | Deportes Tolima | Harold Precaido | Deportivo Cali | 13 |
| 2022 details    | A               | Atlético Nacional (17) | Deportes Tolima | Dayro Moreno | Atlético Bucaramanga | 13 |
| 2022 details    | F               | Deportivo Pereira (1) | Independiente Medellín | Leonardo Castro | Deportivo Pereira | 15 |
| 2023 details    | A               | Millonarios (16) | Atlético Nacional | Marco Pérez | Águilas Doradas | 13 |
| 2023 details    | F               | Atlético Junior (10) | Independiente Medellín | Carlos Bacca | Atlético Junior | 18 |
| 2024 details    | A               | Atlético Bucaramanga (1) | Independiente Santa Fe | Carlos Bacca Hugo Rodallega | Atlético Junior Independiente Santa Fe | 12 |
| 2024 details    | F               | Atlético Nacional (18) | Deportes Tolima | Daniel Moreno | Deportivo Pasto | 17 |
| 2025 details    | A               | Independiente Santa Fe (10) | Independiente Medellín | Hugo Rodallega | Independiente Santa Fe | 16 |

## Titels per club
| Club                   | Stad         | Titels | Seizoenen |
| ---------------------- | ------------ | ------ | --- |
| Atlético Nacional      | Medellín     | 18     | 1954, 1973, 1976, 1981, 1991, 1994, 1999, 2005-I, 2007-I, 2007-II, 2011-I, 2013-I, 2013-II, 2014-I, 2015-II, 2017-I, 2022-I, 2024-II |
| Millonarios            | Bogota       | 16     | 1949, 1951, 1952, 1953, 1959, 1961, 1962, 1963, 1964, 1972, 1978, 1987, 1988, 2012-II, 2017-II, 2023-I                               |
| América de Cali        | Cali         | 15     | 1979, 1982, 1983, 1984, 1985, 1986, 1990, 1992, 1996–97, 2000, 2001, 2002-I, 2008-II, 2019-II, 2020                                  |
| Deportivo Cali         | Cali         | 10     | 1965, 1967, 1969, 1970, 1974, 1995–96, 1998, 2005-II, 2015-I, 2021-II                                                                |
| Atlético Junior        | Barranquilla | 10     | 1977, 1980, 1993, 1995, 2004-II, 2010-I, 2011-II, 2018-II, 2019-I, 2023-II                                                           |
| Santa Fe               | Bogota       | 10     | 1948, 1958, 1960, 1966, 1971, 1975, 2012-I, 2014-II, 2016-II, 2025-I                                                                 |
| Independiente Medellín | Medellín     | 6      | 1955, 1957, 2002-II, 2004-I, 2009-II, 2016-I                                                                                         |
| Once Caldas            | Manizales    | 4      | 1950, 2003-I, 2009-I, 2010-II |
| Deportes Tolima        | Ibagué       | 3      | 2003-II, 2018-I, 2021-I |
| Deportes Quindío       | Armenia      | 1      | 1956 |
| Cúcuta Deportivo       | Cúcuta       | 1      | 2006-II |
| Atlético Bucaramanga   | Bucaramanga  | 1      | 2024-I |
| Deportivo Pasto        | Pasto        | 1      | 2006-I |
| Unión Magdalena        | Santa Marta  | 1      | 1968 |
| Boyacá Chicó           | Tunja        | 1      | 2008-I |
| Deportivo Pereira      | Pereira      | 1      | 2022-II |

## Eeuwige ranglijst
Vetgedrukt de clubs die in 2025 in de hoogste klasse spelen.
| Club                    | Stad            | /77 | Periode (1948-2025)                                                           |
| ----------------------- | --------------- | --- | ----------------------------------------------------------------------------- |
| Atlético Nacional       | Medellín        | 78  | 1948-                                                                         |
| Santa Fe                | Bogota          | 78  | 1948-                                                                         |
| Millonarios             | Bogota          | 78  | 1948-                                                                         |
| Deportivo Cali          | Cali            | 75  | 1948-1955, 1959-                                                              |
| Independiente Medellín  | Medellín        | 74  | 1948-1951, 1954-1957, 1959-1970, 1972-                                        |
| América de Cali         | Cali            | 72  | 1948-1952, 1954-2011, 2017-                                                   |
| Deportes Tolima         | Ibagué          | 70  | 1955-1993, 1995-                                                              |
| Atlético Bucaramanga    | Bucaramanga     | 66  | 1949-1953, 1956-1970, 1972-1994, 1995/96-2008, 2016-                          |
| Deportes Quindío        | Armenia         | 63  | 1951-2000, 2002-2013, 2021-II                                                 |
| Once Caldas             | Manizales       | 65  | 1961-                                                                         |
| Atlético Junior         | Barranquilla    | 65  | 1948, 1950-1953, 1966-                                                        |
| Deportivo Pereira       | Pereira         | 64  | 1949-1953, 1956-1997, 2001-2011, 2020-                                        |
| Cúcuta Deportivo        | Cúcuta          | 57  | 1950-1953, 1955-1995, 1996/1997, 2006-2013, 2015, 2019-2020                   |
| Unión Magdalena         | Santa Marta     | 51  | 1953-1954, 1956-1957, 1959-1960, 1963-1999, 2002-2005, 2019, 2022-2023, 2025- |
| Envigado                | Envigado        | 33  | 1992-2006, 2008-                                                              |
| Atlético Huila          | Neiva           | 29  | 1993-1996, 1998-2019, 2021-II, 2023                                           |
| Deportivo Pasto         | Pasto           | 25  | 1999-2009, 2012-                                                              |
| Cortuluá                | Tuluá           | 16  | 1994-2004, 2010, 2015-2017, 2022                                              |
| Boyacá Chicó            | Tunja           | 19  | 2004-2016, 2018, 2020-2021-I, 2023-                                           |
| La Equidad              | Bogota          | 19  | 2007-                                                                         |
| Águilas Doradas         | Rionegro        | 15  | 2011-                                                                         |
| Real Cartagena          | Cartagena       | 12  | 1971, 1992, 2000-2002, 2005-2007, 2009-2012                                   |
| Patriotas               | Tunja           | 12  | 2012-2022, 2024                                                               |
| Alianza Petrolera       | Barrancabermeja | 13  | 2013-                                                                         |
| Jaguares de Córdoba     | Montería        | 10  | 2015-2024                                                                     |
| Boca Juniors de Cali    | Cali            | 9   | 1949-1957                                                                     |
| Sporting                | Barranquilla    | 8   | 1950-1953, 1988-1991                                                          |
| Once Deportivo          | Manizales       | 5   | 1948-1952                                                                     |
| Universidad Nacional    | Bogota          | 5   | 1948-1952                                                                     |
| Deportes Caldas         | Manizales       | 4   | 1948-1951                                                                     |
| Fortaleza               | Bogota          | 4   | 2014, 2016, 2024-                                                             |
| Huracán de Medellín     | Medellín        | 3   | 1949-1951                                                                     |
| Samarios                | Santa Marta     | 2   | 1951-1952                                                                     |
| Atlético Manizales      | Manizales       | 2   | 1954, 1958                                                                    |
| Uniautónoma             | Barranquilla    | 2   | 2014-2015                                                                     |
| Centauros Villavicencio | Villavicencio   | 1   | 2003                                                                          |
| Tigres                  | Soacha          | 1   | 2017                                                                          |
| Oro Negro               | Barrancabermeja | 1   | 1971                                                                          |
| Itagüí Leones           | Itagüí          | 1   | 2018                                                                          |
| Deportivo Barranquilla  | Barranquilla    | 1   | 1949                                                                          |
| Libertad                | Barranquilla    | 1   | 1956                                                                          |
| Deportivo Unicosta      | Barranquilla    | 1   | 1998                                                                          |
| Llaneros FC             | Villavicencio   | 1   | 2025-                                                                         |

1. ↑  Ook Ayron del Valle (Millonarios), Dayro Moreno (Atlético Nacional) en Carmelo Valencia (La Equidad) scoorden elf keer.
2. ↑  Boyacá Chicó speelde in 2004 als Bogotá Chicó in de stad Bogota
3. ↑  Rionegro Águilas speelde van 2011 tot 2014 als Itagüí Ditaires en in 2015 als Águilas Doradas
4. ↑  Universidad Nacional speelde tot 1949 in de stad Pereira als Universidad de Pereira
5. ↑  Fortaleza CEIF speelde in 2014 als Fortaleza FC

## Scheidsrechters
Bijgaand een overzicht van Colombiaanse scheidsrechters die niet alleen actief zijn of waren in de Copa Mustang, maar daarnaast ook internationale wedstrijden leiden of hebben geleid.
- Gilberto Aristizábal
- Hernando Buitrago
- Henry Cervantes
- Omar Delgado
- Jesús Palacio Díaz
- Albert Duarte
- Alberto Duque
- Jorge Hoyos
- Carlos López

- Imer Machado
- Octavio Mesa
- Fernando Paneso
- Héctor Parra
- Francisco Penuela
- Armando Pérez Hoyos
- Jorge Ramírez
- Wilmar Roldán
- Óscar Ruiz

- Felipe Russi
- Rafael Sanabria
- Orlando Sánchez
- José Antonio Sundheim
- John Toro Rendón
- José Torres Cadena
- Guillermo Velásquez
- Adrian Vélez

Alianza Petrolera ·
América de Cali ·
Atlético Bucaramanga ·
Atlético Nacional · 
Atlético Huila ·
Boyacá Chicó ·
Deportes Tolima ·
Deportivo Cali ·
Deportivo Pasto ·
Deportivo Pereira ·
Envigado ·
Independiente Medellín · 
Jaguares de Córdoba · 
Junior ·
La Equidad ·
Millonarios ·
Once Caldas ·
Rionegro Águilas ·
Santa Fe · 
Unión Magdalena ·
1948 · 1949 · 1950 · 1951 · 1952 · 1953 · 1954 · 1955 · 1956 · 1957 · 1958 · 1959 · 1960 · 1961 · 1962 · 1963 · 1964 · 1965 · 1966 · 1967 · 1968 · 1969 · 1970 · 1971 · 1972 · 1973 · 1974 · 1975 · 1976 · 1977 · 1978 · 1979 · 1980 · 1981 · 1982 · 1983 · 1984 · 1985 · 1986 · 1987 · 1988 · 1989 · 1990 · 1991 · 1992 · 1993 · 1994 · 1995 · 1995/96 · 1996/97 · 1998 · 1999 · 2000 · 2001 · 2002 · 2003 ·  2004 · 2005 · 2006 · 2007 · 2008 · 2009 · 2010 · 2011 · 2012 · 2013 · 2014 · 2015 · 2016 · 2017 · 2018 · 2019 · 2020 · 2021 · 2022 · 2023